# Collongues (Alpes-Maritimes)
Pour les articles homonymes, voir Collongues.
Collongues est une commune française située dans le département des Alpes-Maritimes, en région Provence-Alpes-Côte d'Azur.
Ses habitants sont appelés les Collonguois.

## Géographie

### Localisation
Collongues est un village du haut-pays grassois situé dans le centre-ouest du département des Alpes-Maritimes à la lisière des Alpes-de-Haute-Provence, à 24 km au nord de Grasse et 8 km au sud de Puget-Théniers. Il est accessible via la rotonde 2211 (D2211 A).

### Géologie et relief
La commune se compose de 152,68 hectares de territoires agricoles (14,06 %) et 933,47 hectares de forêts et milieux semi-naturels (85,95 %).
Commune dans le bassin versant de l'Esteron, au cœur de la vallée du Chanan, membre du Parc naturel régional des Préalpes d'Azur.
Massifs environnants : 
- Montagnes de Charamel, de Gars, de Gourdan,
- Mont Saint-Martin.

### Sismicité
Commune située dans une zone de sismicité modérée.

### Hydrographie et les eaux souterraines
Cours d'eau sur la commune ou à son aval :
- rivière l'Esteron,
- vallons de la pinée, de la cressonnière, de l'ubac, de fontagne, de brins, de la soubeirasse, de mardaric, d'adom, de la faulée,
- le riou,
- ravins gratua, de la pinée, de font blanche.

### Climat
Pour des articles plus généraux, voir Climat de Provence-Alpes-Côte d'Azur et Climat des Alpes-Maritimes.
En 2010, le climat de la commune est de type climat méditerranéen altéré, selon une étude du Centre national de la recherche scientifique s'appuyant sur une série de données couvrant la période 1971-2000. En 2020, Météo-France publie une typologie des climats de la France métropolitaine dans laquelle la commune est dans une zone de transition entre le climat de montagne et le climat méditerranéen et est dans la région climatique Var, Alpes-Maritimes, caractérisée par une pluviométrie abondante en automne et en hiver (250 à 300 mm en automne), un très bon ensoleillement en été (fraction d’insolation > 75 %), un hiver doux (8 °C) et peu de brouillards.
Pour la période 1971-2000, la température annuelle moyenne est de 11,7 °C, avec une amplitude thermique annuelle de 16,5 °C. Le cumul annuel moyen de précipitations est de 911 mm, avec 5,1 jours de précipitations en janvier et 4,4 jours en juillet. Pour la période 1991-2020, la température moyenne annuelle observée sur la station météorologique de Météo-France la plus proche, « Le Mas », sur la commune du Mas à 5 km à vol d'oiseau, est de 9,1 °C et le cumul annuel moyen de précipitations est de 1 236,8 mm. 
La température maximale relevée sur cette station est de 32,5 °C, atteinte le 28 juin 2019 ; la température minimale est de −13,5 °C, atteinte le 14 février 2009,,.
Les paramètres climatiques de la commune ont été estimés pour le milieu du siècle (2041-2070) selon différents scénarios d'émission de gaz à effet de serre à partir des nouvelles projections climatiques de référence DRIAS-2020. Ils sont consultables sur un site dédié publié par Météo-France en novembre 2022.

### Voies de communications et transports

#### Voies routières
À 25 km d'Entrevaux, par la D2211A et D610.

#### Transports en commun
- Transport en Provence-Alpes-Côte d'Azur

La ligne numéro 420 du réseau Sillages (Sallagriffon - Saint-Auban) dessert la commune du lundi au samedi à la demande.

#### Lignes SNCF
- Gare de Grasse.

### Intercommunalité
Commune membre de la Communauté d'agglomération du Pays de Grasse.

## Urbanisme

### Typologie
Au 1er janvier 2024, Collongues est catégorisée commune rurale à habitat très dispersé, selon la nouvelle grille communale de densité à 7 niveaux définie par l'Insee en 2022.
Elle est située hors unité urbaine. Par ailleurs la commune fait partie de l'aire d'attraction de Nice, dont elle est une commune de la couronne,. Cette aire, qui regroupe 100 communes, est catégorisée dans les aires de 200 000 à moins de 700 000 habitants,.

### Occupation des sols
L'occupation des sols de la commune, telle qu'elle ressort de la base de données européenne d’occupation biophysique des sols Corine Land Cover (CLC), est marquée par l'importance des forêts et milieux semi-naturels (85,8 % en 2018), une proportion identique à celle de 1990 (85,8 %). La répartition détaillée en 2018 est la suivante : 
forêts (82,4 %), prairies (14,2 %), espaces ouverts, sans ou avec peu de végétation (2,6 %), milieux à végétation arbustive et/ou herbacée (0,8 %).
L'évolution de l’occupation des sols de la commune et de ses infrastructures peut être observée sur les différentes représentations cartographiques du territoire : la carte de Cassini (XVIIIe siècle), la carte d'état-major (1820-1866) et les cartes ou photos aériennes de l'IGN pour la période actuelle (1950 à aujourd'hui).

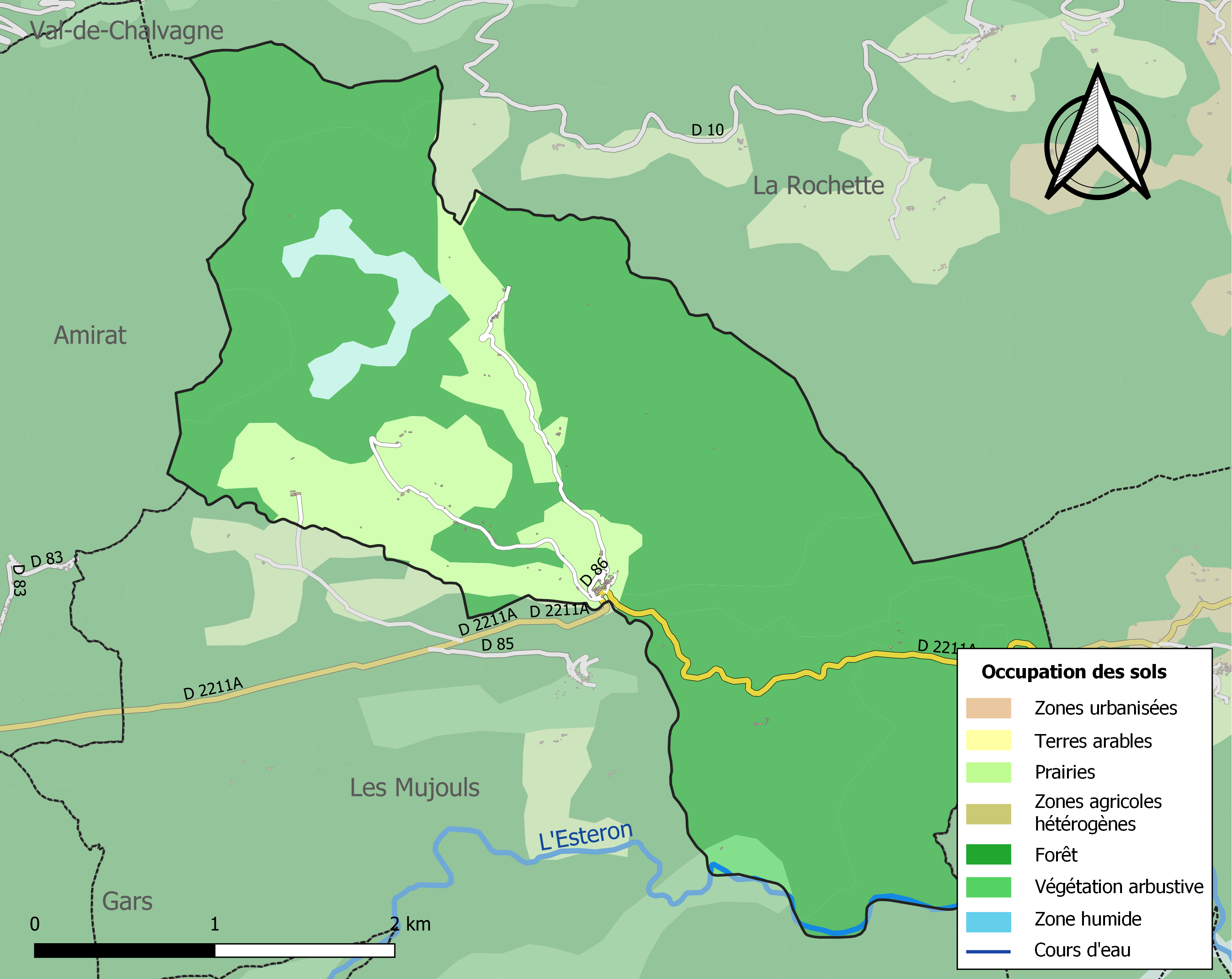
Carte de l'occupation des sols de la commune en 2018 (CLC).

## Toponymie
Du latin colonica.
Le paysan libre obtenait le droit de s'établir dans une colonica dont il était le colon.

Des colonicæ sont apparues dès le VIIIe siècle.

## Histoire
Le volcan de Collongues se serait éteint il y a 200 siècles,.
Un habitat fortifié est mentionné durant la première moitié du XIIIe siècle, en effet la place forte de Collongues est mentionnée dès 1232 sous le nom de Coza Longa.
Sous l’Ancien Régime, la communauté de Collongues dépendait de la sénéchaussée de Castellane (actuelles Alpes-de-Haute-Provence).

## Héraldique
| Blason de Collongues | Blason  | D’or au paon passant d’azur sur une terrasse de sinople. |
| Blason de Collongues | Détails | Le statut officiel du blason reste à déterminer.         |

## Politique et administration
| Période   | Période  | Identité     | Étiquette       | Qualité     |
| --------- | -------- | ------------ | --------------- | ----------- |
| mars 2001 | En cours | Raoul Castel | LR puis DVD-EXD | Agriculteur |

### Budget et fiscalité 2023
En 2023, le budget de la commune était constitué ainsi :
- total des produits de fonctionnement : 183 000 €, soit 2 506 € par habitant ;
- total des charges de fonctionnement : 140 000 €, soit 1 922 € par habitant ;
- total des ressources d'investissement : 224 000 €, soit 3 070 € par habitant ;
- total des emplois d'investissement : 180 000 €, soit 2 466 € par habitant ;
- endettement : 57 000 €, soit 778 € par habitant.

Avec les taux de fiscalité suivants :
- taxe d'habitation : 15,20 % ;
- taxe foncière sur les propriétés bâties : 23,12 % ;
- taxe foncière sur les propriétés non bâties : 53,47 % ;
- taxe additionnelle à la taxe foncière sur les propriétés non bâties : 0,00 % ;
- cotisation foncière des entreprises : 0,00 %.

Chiffres clés Revenus et pauvreté des ménages en 2021 : médiane en 2021 du revenu disponible, par unité de consommation.

## Population et société

### Démographie

#### Évolution démographique
En 2022 , la commune comptait 80 habitants.
| 1793 | 1800 | 1806 | 1821 | 1831 | 1836 | 1841 | 1846 | 1851 |
| ---- | ---- | ---- | ---- | ---- | ---- | ---- | ---- | ---- |
| 163  | 187  | 165  | 159  | 169  | 211  | 217  | 189  | 200  |

| 1856 | 1861 | 1866 | 1872 | 1876 | 1881 | 1886 | 1891 | 1896 |
| ---- | ---- | ---- | ---- | ---- | ---- | ---- | ---- | ---- |
| 172  | 169  | 174  | 171  | 155  | 135  | 120  | 146  | 125  |

| 1901 | 1906 | 1911 | 1921 | 1926 | 1931 | 1936 | 1946 | 1954 |
| ---- | ---- | ---- | ---- | ---- | ---- | ---- | ---- | ---- |
| 106  | 110  | 126  | 124  | 103  | 118  | 138  | 118  | 88   |

| 1962 | 1968 | 1975 | 1982 | 1990 | 1999 | 2006 | 2007 | 2012 |
| ---- | ---- | ---- | ---- | ---- | ---- | ---- | ---- | ---- |
| 57   | 58   | 65   | 121  | 116  | 102  | 101  | 101  | 102  |

| 2017 | 2022 | - | - | - | - | - | - | - |
| ---- | ---- | - | - | - | - | - | - | - |
| 78   | 80   | - | - | - | - | - | - | - |

### Enseignement
Établissements d'enseignements :
- Écoles maternelles à Saint-Auban, Ascros et  Puget-Theniers, Écoles primaires à Briançonnet, Saint-Pierre, La Penne et  Puget-Theniers,
- Collèges à Puget-Theniers,
- Lycée à Vence.

### Santé
Professionnels et établissements de santé :
- Médecins à Puget-Théniers, Entrevaux,
- Pharmacies à Entrevaux, Annot,
- Hôpital à Puget-Théniers.

### Cultes
- Culte catholique, Paroisse Marie des Sources[33], Diocèse de Nice.

## Économie

### Entreprises et commerces

#### Agriculture
- Ferme communale en contrat de fermage, la création de zone agricole protégée (ZAP) permettant de bloquer les terrains à destination agricole pendant des durées longues (30 ans)[34].
- Agriculture et élevage[35].
- Le Domaine de Fonfrede[36], avec sa chasse privée. Les chevaliers du Temple possédaient des biens à Collongues[37],[38].

#### Tourisme
- Gîtes à Les Mujouls et Amirat[39].

#### Commerces et services
- Commerces et services de proximité dans les villages environnants.

## Lieux et monuments
- Église Saint-Roch[40].

Patrimoine mobilier :
* Tableau et son cadre : Saint Honoré, saint Roch et saint Joseph.
* Tableau et son cadre : La Vierge du Rosaire entourée des Saints Sébastien, Dominique, Catherine de Sienne, Marthe.
* Tableau : Vierge entre Saint Jean-Baptiste et Saint Jean l'Evangéliste.
* Statue-reliquaire : Vierge à l'Enfant
* Statue-reliquaire : Saint Roch.
* Lampe de suspension.
* Paire de lanternes de procession.
* Table de communion (grille de séparation du chœur).
* Maître-autel.
* Croix de procession.
- Oratoires Notre-Dame et Saint-Roch.
- Vestiges du moulin[51].
- Vestiges d'un château fort[52].
- Monument aux morts[53],[54],[55].